# Anna Maria Ulfeldt
Anna Maria rigsgrevinde Ulfeldt, født komtesse von Sinzendorf (født 2. november 1673, død 31. juli 1736 i Bruxelles) var en østrigsk overhofmesterinde.
Hun var en datter af rigsgreve Rudolph Sinzendorf (1636-1677) og hustru Eva Susanna von Zinzendorf und Pottendorf (1636-1709, ikke af samme slægt som sin mand) og blev i 1697 gift med rigsgreve, kejserlig feltmarskal Leo Ulfeldt. Som enke (efter 1716) blev hun overhofmesterinde hos Maria Anna af Østrig, den regerende ærkehertuginde i Bryssel, hvor hun døde den 31. juli 1736. Parret fik to sønner: Corfitz Anton Ulfeldt og Frantz Anton Ulfeldt.